# Bo Burnham
Robert Pickering "Bo" Burnham (nascido em 21 de agosto de 1990) é um comediante, músico, cantor, compositor, rapper, ator e poeta norte-americano. Começou atuar como youtuber, em março de 2006, e seus vídeos já receberam mais de 169 milhões de visualizações.
Burnham assinou contrato de quatro anos com a gravadora Comedy Central e lançou seu EP de estreia, Bo Fo Sho, em 2008. Já o álbum completo, Bo Burnham, foi lançado no ano seguinte, em 2009. Em 2010, o segundo álbum de Burnham foi lançado, e Words Words Words, sua primeira comédia especial ao vivo, foi ao ar no canal Comedy Central. Seu terceiro álbum e segunda comédia especial, what., foi lançado em 2013 em seu canal no YouTube e na Netflix. Terminou em primeiro lugar na votação geral do Stand-up Showdown, apresentado pela Comedy Central, em 2012. Já a sua terceira comédia de stand-up, Make Happy, chegou exclusivamente à Netflix no dia 3 de junho de 2016. Seu quarto especial de comédia Bo Burnham: Inside, estreou na Netflix em 2021.
Além de sua carreira como comediante, Burnham corroteirizou e estrelou a série da MTV, Zach Stone Is Gonna Be Famous, e, em 2013, lança seu primeiro livro de poesia, intitulado Egghead: Or, You Can't Survive on Ideas Alone. Seu primeiro filme como roteirista e diretor, Eighth Grade, foi lançado em 2018, se tornando sucesso de crítica. Dentre outras conquistas, o filme recebeu o Writers Guild of America Award por Melhor Roteiro Original e o Directors Guild of America Award por Direção Marcante – Primeiro Trabalho. Em 2020, Burnham estrelou como Ryan Cooper no filme Bela Vingança.
No dia 28 de abril de 2021, Burnham fez um post no Instagram falando sobre um novo especial chamado Inside que ele havia gravado durante a pandemia. O especial foi lançado na Netflix no dia 30 de maio, sendo posteriormente exibido em alguns cinemas nos Estados Unidos entre os dias 22 e 25 de junho. Inside foi amplamente elogiado, chegando a ganhar 3 estatuetas dos Prêmios Emmy e o Grammy Award para melhor canção para mídias visuais.

## Filmografia
| Ano  | Nome                                  | Papel                |
| ---- | ------------------------------------- | -------------------- |
| 2009 | Virgem em Apuros (American Virgin)    | Rudy                 |
| 2009 | Ta Rindo do Quê? (Funny People)       | Yo Teach!            |
| 2011 | Passe Livre (Hall Pass)               | Bartender            |
| 2012 | Adventures in the Sin Bin             | Tony                 |
| 2017 | The Big Sick                          | CJ                   |
| 2017 | A Noite é Delas (Rough Night)         | Tobey                |
| 2018 | Eighth Grade                          | Roteirista e Diretor |
| 2020 | Bela Vingança (Promising Young Woman) | Ryan Cooper          |

| Ano  | Título              |
| ---- | ------------------- |
| 2010 | Words, Words, Words |
| 2013 | what.               |
| 2015 | Make Happy          |
| 2021 | Inside              |